# Selysia
Selysia é um género botânico pertencente à família Cucurbitaceae.

## Espécies
- Selysia bidentata
- Selysia cordata
- Selysia prunifera
- Selysia smithii

1. ↑  «Selysia — World Flora Online». www.worldfloraonline.org. Consultado em 19 de agosto de 2020